# Omelan Kuschpèta
Omelan Kuschpèta (Oekraïens: Омеля́н Олекса́ндрович Кушпе́та, Omeljan Oleksandrovytsj Koesjpeta) (Gaje Starobrodzkie, 22 juli 1924 - Tilburg, 18 juni 2005) was een Nederlandse econoom en sovjetoloog van Oekraïense afkomst. Hij was een van de leidende figuren binnen de Oekraïense gemeenschap in Nederland.

## Biografie
Omelan Kuschpèta werd op 22 juli 1924 geboren in het dorp Gaje Starobrodzkie (gmina Suchowola, woiwodschap Tarnopol in de Tweede Poolse Republiek, nu Haï, rayon Brody, oblast Lviv in Oekraïne). Vanaf 1938 ging hij naar het gymnasium in Brody. Nadat de Sovjet-Unie het zuidoosten van Polen na het Molotov-Ribbentroppact in 1939 had ingelijfd, sloot hij zich in 1940 aan bij de Organisatie van Oekraïense Nationalisten (OOeN). In het voorjaar van 1941 werd hij hierom door de NKVD gearresteerd. Met acht anderen ontsnapte hij uit de gevangenis, waarbij zes van zijn medevluchters omkwamen. In 1944 behaalde hij het diploma van het (Oekraïense) jongensgymnasium van Przemyśl. In 1947 werd hij als vluchteling in Nederland toegelaten. Hij studeerde economie aan de Katholieke Economische Hogeschool in Tilburg, waar hij zijn kandidaats behaalde in 1953 en zijn doctoraal in 1956. Hij bleef daarna aan de Tilburgse economische faculteit verbonden: als medewerker en promovendus. Na zijn promotie in 1974 bekleedde hij er de leerstoel Sovjetologie. Hij bekleedde ook diverse functies aan de Oekraïense Vrije Universiteit in München: vice-decaan (1993-1995), buitengewoon hoogleraar Economische Wetenschappen (1979-1993), hoogleraar Economische Wetenschappen (1994-1998) en vanaf 1999 emeritus-hoogleraar.
Hij was maatschappelijk zeer actief. Al tijdens zijn studie werd hij 'om zijn vele en bijzondere verdiensten voor het corps' benoemd tot honorair senator van T.S.C. Sint Olof. Daarnaast was hij in de jaren 50 betrokken bij het vluchtelingenwerk.

Kuschpèta was jarenlang voorzitter van de Bond van Oekraïners in Nederland. Daarmee samenhangend was hij de secretaris van het organisatiecomité dat in 1958 de herdenking organiseerde van de moord op Jevhen Konovalets in Rotterdam op 23 mei 1938.

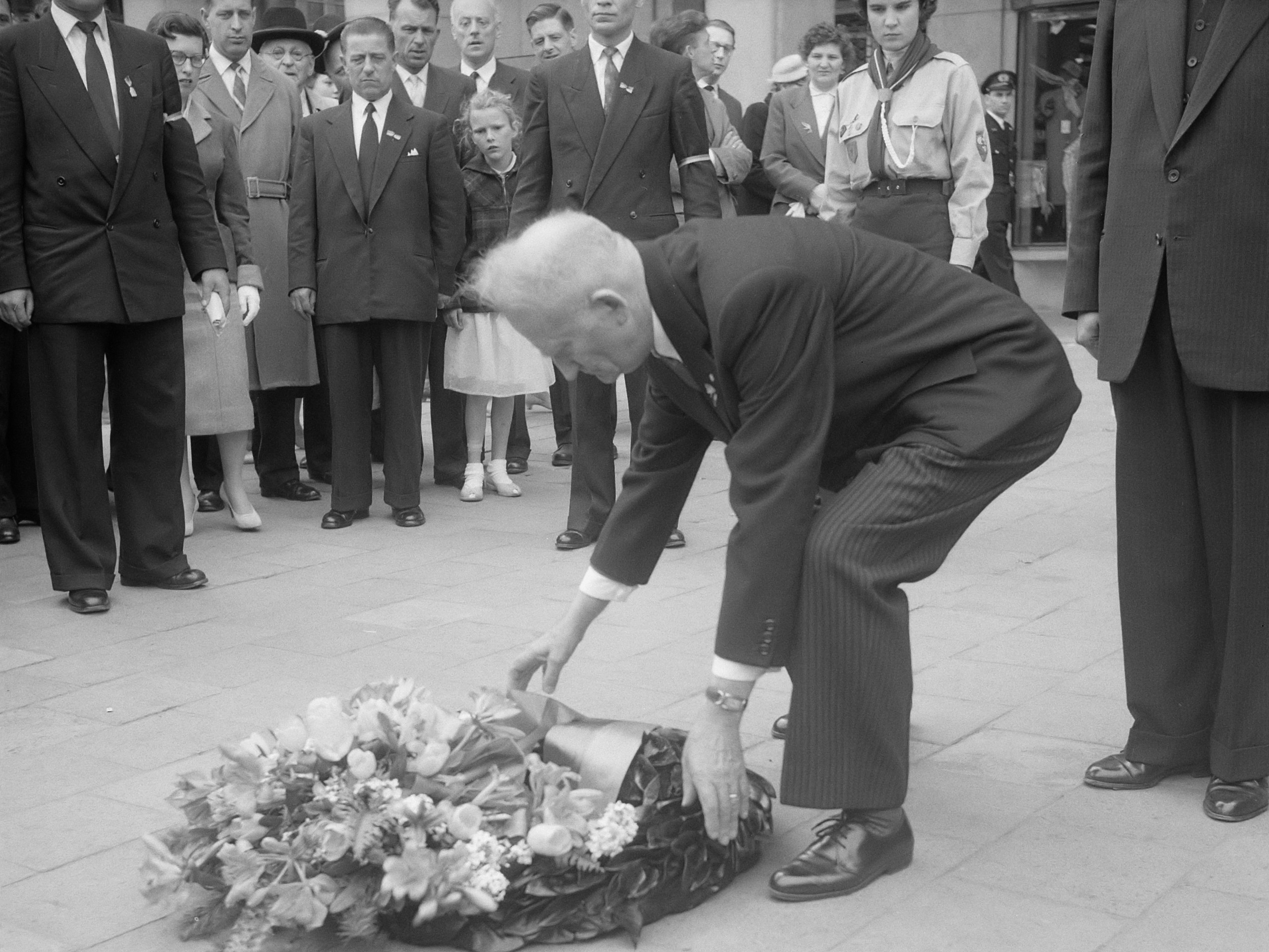
Rotterdam, kranslegging op de Coolsingel bij de herdenking van de bomaanslag op Jevhen Konovalets (mei 1958)

 Een van de belangrijkste gasten bij die herdenking was Stepan Bandera, de leider van de OOeN. Kuschpèta zou tot in de jaren 90 betrokken blijven bij deze herdenkingen.
In de jaren 70 was hij tot de opheffing in 1978 bestuurslid bij het anticommunistische Oost-West Instituut en schreef hij voor Civis Mundi.

Hij stak zijn anticommunistische houding niet onder stoelen of banken. Zo luidde een van de stellingen bij zijn proefschrift:
Het feit dat geëngageerde jonge studenten hun inspiratie zoeken in de geschriften van Marx, Engels, Lenin, Stalin en Mao, getuigt veel meer van een geestelijke crisis in het Westen, dan van een overtuigingskracht van de communistische ideologie.
Midden jaren 80 was Kuschpèta lid van de commissie "Alternatieve veiligheidsmodellen" van het Wetenschappelijk Instituut voor het CDA, dat het rapport Vrede wegen - Alternatieven voor het veiligheidsbeleid beoordeeld opleverde, waarin beleidsalternatieven op het gebied van defensie worden beschreven.
Na zijn pensionering in 1992, kort na de onafhankelijkheid van Oekraïne, was Omelan Kuschpèta ook actief als (politiek) adviseur in zijn geboorteland en was hij onder andere aanwezig bij de eerste vergadering van het Congres van Oekraïense Nationalisten in Kiev in maart 1992. In 2001 werd dr. Kuschpèta door president Koetsjma als voorzitter van de Bond van Oekraïners in Nederland benoemd tot ridder in de Orde van Verdienste. Hij overleed op 18 juni 2005 en werd, na een uitvaartplechtigheid op 24 juni in Lviv, begraven in zijn geboorteplaats Haï.